# أطلال كهف شيراهو ساونيتابارو
أطلال كهف شيراهو ساونيتابرو (باليابانية: 白保竿根田原洞穴遺跡، بالروماجي: Shiraho Saonetabaru Dōketsu Iseki) كهف من الحجر الجيري وموقع يحتوي على آثار بشرية تعود للعصر الحجري القديم، يقع في جزيرة إيشيغاكي إحدى جزر ياياما [الإنجليزية] في اليابان.

## نظرة عامة
تم إكتشاف الكهف سنة 2007 اثناء التخطيط لبناء مطار إيشيغاكي الجديد [الإنجليزية]، وعثر في داخله على عظام بشرية من رؤوس وأقدام وأذرع بمجمل 9 مستحاثات عظمية بشرية من قبل «مؤسسة كهف أوكيناوا الجيري» بين عامي 2007 و2009، ثم عثر على ثلاث عينّات بشرية أخرى تعود للفترة ما بين (16,000-20,000 سنة ق.ح)، بالإضافة إلى عظام لخنازير برية وطيور، قُدر عمر أحد الحيوانات بحوالي (12,000 سنة)، في عام 2011 تم العثور على 300 عظمة بشرية أخرى في طبقة يقع عمرها بين (20,000-24,000 سنة).
وفي سنة 2015، نجح باحثون من جامعة ريوكيو [الإنجليزية] وجامعة طوكيو من تحديد تاريخ عمر ثلاث عينّات عظمية من أصل خمس باستخدام الكربون المشع، ووجد أن العظام تعود للسنوات بين (20,030 - 18,100 ق.ح)، و (22,890-22,400 ق.ح)، و (24,990-24,210 ق.ح) على التوالي.
بينما وجد في تحقيق آخر تم إجراؤه بين عامي 2012 و 2016، أكثر من 100 عظمة إضافية تعود لهياكل بشرية لـ 19 شخص على الأقل، أقدمها الهيكل العظمي شبه الكامل «رقم: 4» قدر بأن تاريخه يعود إلى 27,000 سنة ماضية، مما يجعله أقدم هيكل عظمي شبه كامل تم إكتشافه في شرق آسيا، وبسبب طبيعة الإكتشاف تم تأكيد أن هذا الموقع هو أول مقبرة تعود للعصر الحجري الياباني القديم.

## طالع أيضًا
- كهف كوسيغاساوا
- كهف مورويا
- كهف خفاش بحيرة ساي
- كهف ناروساوا الثلجي
- جغرافيا اليابان
- العصر الحجري الياباني القديم